# Commanderie de Pérouse
Commanderie Saint-Jérome et Saint-Bevignate
La Commanderie de Pérouse, connue localement sous le nom Chiesa di San Bevignate, est située dans le quartier de Monteluce à Pérouse en Italie. Le site, propriété de la Mairie de Pérouse, a été ouvert au public en juillet 2009.

## État
L'histoire de l'église est intimement liée à celle de l'ordre du Temple. San Bevignate, surnommé le « saint mystérieux de Pérouse », était un ermite local, qui vécut et mourut sur les terres du Temple. Sur ce lieu proche de Pérouse convergèrent un ensemble complexe de faits religieux et civils qui se sont déroulés autour du milieu du XIIIe siècle. La construction du sanctuaire lui-même est le résultat de divers mouvements :
- La « grande dévotion » des Flagellants, un mouvement né à Pérouse en 1260 qui s'étendit à l'Italie entière ;
- Le programme du « peuple », la nouvelle classe dirigeante de la ville qui entendait ériger « son » église et qui aurait voulu disposer de « son » saint (mais, en dépit de ses efforts, san Bevignate n'a été canonisé qu'au XVIIe siècle[1]) ;
- L'existence régionale de nombreuses expériences érémitiques (de san Bevignate à Raniero Fasani, initiateur du mouvement des Flagellants, et beaucoup d'autres encore) ;
- La décision des Templiers d'avoir leur propre sanctuaire à la place de l'ancien site de San Giustino d'Arna dont ils furent chassés en 1283. Les bénédictins, à qui cette abbaye appartenait, contestèrent en effet avec succès la donation faite en 1238 par le Pape Grégoire IX aux Templiers ;
- Leur souhait d'avoir un « saint templier » officiellement reconnu par l'Église.

## Historique
La construction de l'église s'étala de 1256 à 1262, après quoi frater Bonvicinus, un moine-chevalier relativement influent sous les pontificats de Grégoire IX, Innocent IV et Alexandre IV, mena à terme le projet des Templiers.
Elle dépendait alors de la commanderie de Saint-Justin (San Giustino), située plus au nord près du hameau de « Piccione ». Lorsqu'en 1283, les Templiers furent chassés de celle-ci, ils établirent le siège de leur commanderie à Saint-Bevignate. À cette époque, l'endroit était désigné sous le vocable de Saint-Jérome (San Girolamo) et de Saint-Bevignate mais le commandeur du lieu se faisait toujours appeler « Commandeur de San Giustino et de San Girolamo »,
En 1312, avec la suppression de l'ordre du Temple, les chevaliers de l'ordre de Saint-Jean de Jérusalem prennent possession du monastère.
En 1324, Rico di Corbolo, un marchand de Pérouse, acquit tout le complexe et y installa une communauté de moniale pour sa femme Caterina, sa fille Coluccia et 23 autres religieuses, régie par les Hospitaliers. En 1517, des raisons financières contraignirent ces sœurs à abandonner le monastère qui demeurera pourtant sous le contrôle de l'ordre de Saint-Jean de Jérusalem. À partir de cette date, l'église perd progressivement de son importance et en 1860, avec la suppression de divers organismes religieux, l'église devient propriété de la Commune et est définitivement sécularisée.

## Commandeurs templiers
| Commandeur          | Période |
| ------------------- | ------- |
| Guillaume de Cussac | 1283    |

## Organisation

### La chapelle et ses fresques
La typologie du sanctuaire, conçu comme lieu de culte d'un ordre militaire, révèle d'étroites ressemblances avec les chapelles austères et dépouillées qu'ont fait construire les chevaliers du Temple en Palestine, qu'ils considéraient être la Terre sainte. Elle présente les mêmes caractéristiques architecturales que les églises de Sainte-Marie de Monteluce et de l'abbaye de Sainte-Marie-de-Valdiponte à Montelabate, construites sur la même ligne d'orientation campagne-ville que la commanderie de Pérouse.
L'intérieur se compose d'une nef unique, composée de deux travées voûtées d'ogives (qui ont remplacé la charpente originelle) ; l'abside carrée, placée au-dessus d'une crypte, est en légère surélévation par rapport au sol de l'église et est précédée d'un impressionnant arc triomphal.
Toute l'histoire du lieu est facilement lisible dans les ensembles picturaux d'époques différentes, encore visibles sur les murs. Il y a la Procession des flagellants, la splendide Bataille entre Templiers et musulmans, et la courte Légende de saint Bévignate. Sur le manteau de ce dernier, de nombreux pèlerins, et certains Templiers, ont inscrit des messages tout au long des XIVe siècle et XVe siècle. 
La nef, le chœur, la contre-façade et l'abside sont recouvertes de fresques intéressantes, commencées aussitôt la construction du sanctuaire finie. Les fresques peintes de la nef représentent des flagellants partis de Pérouse. La contre-façade montre des scènes de la vie quotidienne des Templiers en Terre sainte (scènes de voyages, de combats ou de vies dans les forteresses). Dans l'abside, également ornée de nombreux symboles liés à l'ordre du Temple (par exemple des croix cosmologiques, des étoiles), se succèdent des tableaux (1260-1270) dont le style est proche d'autres représentations du XIIIe siècle des environs de Pérouse, comme ceux de San Prospero.
C'est également durant cette période qu'apparaissent les fresques visibles sur l'arc triomphal et sur le côté occidental de la nef, tandis que les figures des Apôtres, distribuées sur tout le périmètre de l'édifice, sont d'une époque un peu plus postérieure, aux environs de 1280, et coïncident probablement avec une nouvelle consécration de l'église.

## Sources
- (it) Cet article est partiellement ou en totalité issu de l’article de Wikipédia en italien intitulé « Chiesa di San Bevignate » (voir la liste des auteurs).
- (en) Elena Bellomo, The Templar order in north-west Italy (1142-c.1330), Leiden /Boston, Brill, 2008, 464 p. (ISBN 978-90-04-16364-5, lire en ligne)
- (it) Bianca Capone, Loredana Imperio et Enzo Valentini, Guida all'Italia dei Templari : gli insediamenti templari in Italia, Edizioni Mediterranee, 1997, 327 p. (ISBN 978-88-272-1201-1, lire en ligne), p. 155-178
- (it) Sonia Merli, Milites Templi : Il patrimonio monumentale e artistico dei Templari in Europa, Pérouse, Volumnia Editrice, 2008, 467 p. (ISBN 978-88-89024-13-3). Actes du colloque international de Pérouse en mai 2005.
- (it) Mario Roncetti et al., Templari e Ospitalieri in Italia : la chiesa di San Bevignate a Perugia, vol. 4, Pérouse, Electa, coll. « Quaderni storici del Comune di Perugia », 1987, 171 p.. Ouvrage pour connaître le bâtiment en détail ainsi que la présence templière dans le centre de l'Italie.